# 莫尼基拉
莫尼基拉（西班牙語：Moniquirá）是哥倫比亞的城鎮，位於該國東北部，由博亞卡省負責管轄，距離首府通哈56公里，面積220平方公里，海拔高度1,669米，2005年人口21,377。
5°55′N 73°30′W / 5.917°N 73.500°W